# Nar (Népal)
Pour les articles homonymes, voir Nar.
Nar (en népalais : नार) est un comité de développement villageois du Népal situé dans le district de Manang. Au recensement de 2011, il comptait 362 habitants.